# 松岡茂樹
松岡 茂樹（ まつおか しげき、1977年〈昭和52年〉 - ）は、日本の木工家具職人、デザイナー。
家具ブランド「KOMA（コマ）」の創業者および代表。ブランドのデザイナーでありながら現役の家具職人でもあり、KOMAのクリエイションの全てを担う。鉋や刀など手道具を駆使した削り出しの高度な技術で、機能美を追求した木工家具を製作し、国内外で高い評価を受けている。2020年に「現代の名工（卓越した技能者）」、2024年には「東京マイスター（東京都優秀技能者）」に選出されている。

## 経歴
- 1977年、東京都に生まれる。美術専門学校を卒業後は、埼玉県の家具メーカー・日田工芸に入社し、木工職人として修行を積む。入社から２年半で新作椅子の開発を任されるなど、早くから実力を示した。 2003年、東京都にて家具ブランド「KOMA（コマ）」を設立。『一点もの作品の美しさを満たした製品づくり』をコンセプトに、家具のデザイン・設計・製造・仕上げの全工程を自社工房で行うスタイルを確立した。現在も第一線で職人として製作の現場に立ち続けており、ブランドのデザイン全体も統括する。  KOMAでは、松岡自身が工房の「親方」として、若手職人の育成にも取り組んでいる。家具製作の技術だけでなく、木材の選定から道具の扱い、ものづくりへの姿勢まで、包括的な指導を行っている。

## デザイン哲学と作風
松岡のデザインは「フォルム先行ではなく、機能美の追求」に重きを置いている。家具は見た目の美しさだけではなく使い心地や耐久性に優れるべきであり、それ以外の無駄を削ぎ落とした結果美しいフォルムに着地するという思想に基づいて設計されている。
彼の作品は無垢材を中心に構成され、素材の特性を活かした仕上げが特徴である。また、過度な装飾を避け、木の質感や接合部の美しさ、使い勝手の良さにこだわった造形が多く見られる。

## 評価と受賞歴
松岡は職人・デザイナー両方の立場から高い評価を得ており、国内外で数多くの賞を受賞している。
主な受賞歴には以下がある：
· 2020年（令和2年）：厚生労働省より「現代の名工（卓越した技能者）」選出
· 2024年（令和6年）：東京都より「東京マイスター（東京都優秀技能者）」受賞
· Red Dot Design Award（ドイツ）
· iF Design Award（ドイツ）
· International Design Excellence Awards（アメリカ）
· A' Design Award（イタリア）など
これまでに通算50以上の国際デザイン賞を受賞（2025年時点）しており、機能性と造形の両立が世界各国の審査員からも高く評価されている。

## 関連施設
· KOMA shop 杉並本店（東京都杉並区）：展示・販売
· KOMA shop 青山支店（東京都港区）：展示・販売